# Том Силвърман
Том Силвърман (на английски: Tom Silverman) е създател и президент на звукозаписната компания Tommy Boy Records и един от основателите на независимата филмова и теливизионна компания Tommy Boy Films. Силвърман е, също така, един от създателите на списание Dance Music Report, което се издава от 1978 до 1992 г. Той участва и в създаването на Зала на славата на танцувалната музика, която съществува от 2003 до 2005 г.